# Josef Baumann (Agrarwissenschaftler)
Josef Baumann (* 23. Januar 1877 in Fleischwangen; † 18. Januar 1963) war ein deutscher Agrarwissenschaftler.

## Werdegang
Josef Baumann besuchte in den Jahren 1911/12 die Höhere Obst- und Gartenbauschule in Reutlingen. In den folgenden Jahren war er in mehreren Obstbaubetrieben als Verwalter tätig. Früh warb Baumann in Lehrgängen und Vorträgen für die in Deutschland bis dahin nicht bekannte gärungslose Früchteverwertung. 1928 gründete er in Ober-Erlenbach die Lehr- und Versuchsanstalt für gärungslose Früchteverwertung, die 1934 ihre staatliche Anerkennung erhielt. 
Mit der Entwicklung von Verfahren und Gerätschaften zur Haltbarmachung von Fruchtsäften ohne chemische Konservierungsmittel gilt Baumann als Vater der europäischen Fruchtsaftindustrie. Von 1933 bis 1953 war er Herausgeber der Zeitschrift Flüssiges Obst. Anfang 1952 wurde er mit dem Großen Bundesverdienstkreuz ausgezeichnet.

## Schriften
- 1916: Billige Haltbarmachung von Obst und Gemüse ohne Zucker auch für den einfachsten Haushalt, mit Sterilisiertabellen. Lorenz, Freiburg.
- 1939: Handbuch des Süßmosters, Wacht Verlag, Berlin-Dahlem.